# イザベル・マリア・デ・ブラガンサ
イザベル・マリア・デ・ブラガンサ（Isabel Maria de Bragança, 1801年7月4日 - 1876年4月22日）は、ポルトガルの王族。1826年から1828年までポルトガルの摂政を務めた。全名はイザベル・マリア・ダ・コンセイサン・ジョアナ・グアルベルタ・アナ・フランシスカ・デ・アシス・シャヴィエル・デ・パウラ・デ・アルカンタラ・アントニア・ハファエラ・ミカエラ・ガブリエラ・ジョアキナ・ゴンザーガ（Isabel Maria da Conceição Joana Gualberta Ana Francisca de Assis Xavier de Paula de Alcântara Antónia Rafaela Micaela Gabriela Joaquina Gonzaga de Bragança e Bourbon）。

## 生涯
ポルトガル王ジョアン6世とその妃でスペイン王カルロス4世の娘であるカルロッタ・ジョアキナの間の四女として、ケルス宮殿で生まれた。
1826年に父ジョアン6世が死んだとき、王位継承者であるペドロ・デ・アルカンタラはブラジル帝国の独立を宣言したばかりで帰国のめどが立たず、カルロッタ・ジョアキナ王妃は王に対する陰謀を企てたためケルス宮殿に蟄居していた。またスペイン王家に嫁いだ姉たちも国内にいなかったので、イザベル・マリアがブラジル皇帝として戴冠したばかりの兄ペドロがポルトガルに戻るまで、摂政として留守を預かることになった。ところがペドロは早々にポルトガル王位をわずか7歳の長女マリア2世に譲ると、弟のミゲルとマリア2世を結婚させてポルトガルのブラガンサ朝を存続させようとした。このためイザベル・マリアは引き続いて幼い女王の摂政を続けた。
イザベル・マリアは1828年、ミゲルを支持する絶対主義者とマリア2世を支持する自由主義者の間でポルトガル内戦が始まった直後に、摂政を退いた。この内戦で勝利したのは自由主義陣営だった。イザベル・マリアは信仰に傾倒する後半生を送り、1876年に未婚のままリスボン郊外のベンフィカ（現在はリスボン市域内）で死んだ。